# Sant Jordi allibera la princesa (Donatello)

El relleu de Sant Jordi allibera la princesa (s'anomena també com Sant Jordi i el Drac i Sant Jordi i la princesa) és una obra en marbre de Carrara, de referència sobre Donatello (129x39 cm) col·locada a la base de la fornícula del Sant Jordi realitzada per al Gremi de fabricants d'armadures i ara conservat al Museu del Bargello a Florència. Data de 1416-1417.

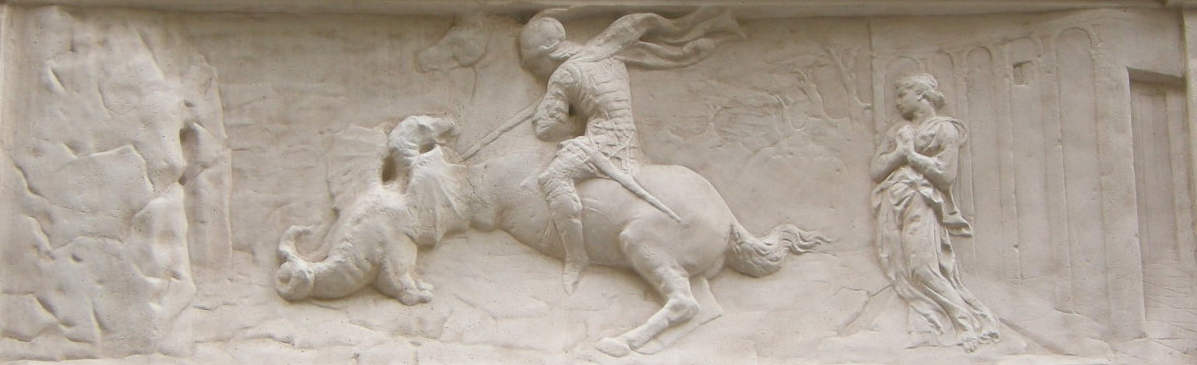
Sant Jordi allibera la princesa al museu del Bargello (Florència)

## Història
Sant Jordi era un guerrer sant, per això va ser escollit com el patró del Gremi dels fabricants d'armadures. Un document amb data de febrer de 1417, recorda l'adquisició d'un bloc de marbre per a la base del tabernacle, probablement tallat poc després. El tema de Sant Jordi matant el drac en presència de la princesa va aconseguir tot seguit una considerable fama, només superat per l'estàtua de Sant Jordi col·locada damunt. El treball es considera com una de les més antigues representacions d'un únic punt de vista de perspectiva central, en correspondència amb la tècnica desenvolupada per Brunelleschi en aquests anys.
El 1891 l'obra escultòrica de Sant Jordi passa a conservar-se al museu del Bargello i es substitueix per una còpia de bronze a l'exterior. Des del 1976 el grup de l'estàtua i la base es troben plegats al museu, quan va ser realitzada la còpia completa per a l'exterior.

## Descripció
El Sant Jordi allibera la princesa, és també l'exemple més antic conegut de baix relleu a l'estil revolucionari stiacciato, on una profunditat mínima de l'escultura no impedeix la creació d'un espai il·lusori i, preferiblement, mitjançant il·limitades variacions de gruix d'uns pocs mil·límetres, més com una pintura que si d'una escultura és tractes.
La construcció en correspondència amb el punt de fuga central (vegeu les línies horitzontals que uneix el pòrtic de la dreta i la base de la cova del drac a l'esquerra) centra l'atenció dels observadors sobre la figura de Sant Jordi, que sobre un cavall, enfonsa la llança al pit del monstre, mentre a l'esquerra, la dolça princesa és a oració amb l'esperança de la seva victòria. Molt eficaç és la construcció de l'acció, que està composta per un conjunt de línies encreuades (el drac, el cavall, la llança, el cos de Sant Jordi), ben dramatitzats el xoc de voluntats dels dos antagonistes.
L'escena posa de manifest que la característica essencial d'estil renaixentista, amb els personatges reduïts als seus protagonistes i la seva coherent col·locació a l'espai, fent immediatament llegible la narració de l'escena, evidenciant les línies convergents que donen les variacions del clarobscur.
Les línies de la capa, la bella armadura i el traç de les ales obertes del drac, són dades que deriven de l'estil gòtic tardà, on està present una nova concepció de l'espai, que sembla estendre's més enllà del marc del baix relleu. Per a Brunelleschi, la perspectiva no era sinó una manera d'organitzar "a posteriori" l'espaiositat, Donatello aquí la va utilitzar per destacar el centre de l'acció, com si es tractés de les mateixes figures per generar l'espai.